# Nowe Miasto (Mińsk)
Nowe Miasto (biał. Новае Места) – historyczna część Mińska położona na dużym pagórku, na południe od miejsca utworzenia się miasta.
Na początku XIX wieku Mińsk był regularnie rozbudowywany zgodnie z przyjętym planem rozwoju miasta. Nowe ulice wytyczane były na południe od Wysokiego Miasta. Przez całą południową część Mińska przebiegła ulica Zacharowska (dziś prospekt Niepodległości). W połowie XIX wieku zaczęto zabudowywać murowanymi domami ulice: Podgórną (dziś Karola Marksa), Sklepową (Kirowa), Szpitalną (Frunze) i inne. Na miejscu obecnego skweru Janki Kupały na początku XIX wieku pojawił się plac handlowy. Plac ten, jak i całą tę część miasta nazwano Nowym Miastem. Stopniowo tworzyło się tam nowe centrum Mińska.
Na początku lat 20. XX wieku Nowe Miasto wchodziło w skład „trzeciej policyjnej części miasta”.

## Ulice i place Nowego Miasta – nazwy historyczne i obecne[1]
| Nazwa współczesna           | Nazwa pierwotna                            | Inne dawne nazwy |
| ul. Wołodarskiego (od 1922) | ul. Sierpuchowska                          | |
| ul. Komsomolska             | ul. Felicjanowska                          | ul. Bogodzielna (1866–1922) |
| ul. Karola Marksa           | ul. Łoszycka                               | ul. Bazarowa (1866–1881) ul. Podgórna (1881–1919) |
| plac Październikowy         | plac Nowomiejski (część)                   | plac Centralny (? – 1984) |
| ul. Kirowa                  | ul. Sklepowa                               | ul. Uniwersytecka (? – 1934) |
| ul. Lenina                  | ul. Franciszkańska                         | ul. Gubernatorska (1866–1922) ul. Lenińska (1922–1945) |
| prospekt Niepodległości     | ul. Zacharowska                            | ul. Sowiecka (część, 1919–1952) ul. Puszkińska (część, do 1952) ul. Adama Mickiewicza (1919–1920) prospekt Stalina (1952–1961) prospekt Leniński (1961–1991) prospekt Franciszka Skaryny (1991–2005) |
| ul. Swierdłowa              | ul. Kołomieńska                            | ul. Igumieńska (1919–1920) |
| ul. Czerwonoarmijska        | ul. Koszarowa                              | ul. Batalionowa (1866–1882) ul. Skobielewska (1882–1919) |
| ul. Engelsa                 | ul. Dominikańska                           | ul. Pietropawłowska (1866–1922) |
| ul. Janki Kupały            | ul. Troicka (część) ul. Jegorowska (część) | ul. Policyjna (część, 1866–1919) ul. Nabrzeżna (część) ul. Proletariacka (część) ul. Październikowa (1919–1948) ul. Iwana Łuckiewicza (część, 1941–1944)                                             |

## Literatura
- Zianon Pazniak: Рэха даўняга часу: Кн. для вучняў. Mińsk: Narodnaja aswieta, 1985, s. 111. [dostęp 2009-12-30]. (biał. • ang. • pol.).
- Iwan Sacukiewicz: Тапанімія вуліц і плошчаў Менска ў XIX – пачатку XX ст.. philology.by. [dostęp 2015-06-11]. (biał.).
- Iwan Sacukiewicz: Гісторыя і сучаснасць урбананімікі Гродна і Мінска (параўнаўчы аналіз). Architektura Hrodna. [dostęp 2009-12-30]. [zarchiwizowane z tego adresu (2011-05-19)]. (biał.).
- Wiaczesław Bondarienko: Названия минских улиц за последнее столетие: тенденции, загадки, парадоксы. Mińsk Stary i Nowy, 2005-11-28. [dostęp 2009-12-30]. (ros.).